# 求刑
求刑是指特定的机关与个人要求国家审判机关惩罚犯人並判刑。在中華人民共和国，求刑一般由检察机关提出。在少数情况下也會有個人提出求刑。